# Chiara Aurelia
Chiara Aurelia de Braconier d’Alphen (* 13. September 2002 in Taos, New Mexico) ist eine US-amerikanische Schauspielerin.

## Leben
Chiara Aurelia wurde in Taos im US-Bundesstaat New Mexico geboren und wuchs in Albuquerque auf. 2014 übersiedelte sie nach Los Angeles, am Lee Strasberg Theatre and Film Institute erhielt sie Gesangs- und Tanzunterricht.
Erste Episodenrollen hatte sie 2014 in den Serien CSI: Vegas und Pretty Little Liars. 2017 war sie im Psycho- und Horror-Thriller Das Spiel von Mike Flanagan basierend auf dem gleichnamigen Roman von Stephen King als junge Jessie zu sehen, während Carla Gugino die Rolle der Jessie Burlingame in höherem Alter verkörperte. 2018 spielte sie im Regiedebüt Black Roads von Alex Pettyfer die Rolle der Misty Altmyer. In der Psychothriller-Serie Cruel Summer (2021) des Senders Freeform hatte sie an der Seite von Olivia Holt eine Hauptrolle als Jeanette Turner. Für ihre Darstellung der Jeanette wurde sie unter anderem im Rahmen der Critics’ Choice Television Awards 2022 in der Kategorie Beste Hauptdarstellerin in einer Dramaserie nominiert. In dem im Juli 2021 auf Netflix veröffentlichten Horrorfilm Fear Street – Teil 2: 1978 verkörperte sie die Rolle der Sheila.
In den deutschsprachigen Fassungen wurde sie unter anderem von Nayra Santos (Das Spiel), Derya Flechtner (Cruel Summer), Daniela Molina (Fear Street – Teil 2: 1978) sowie Sophie Lechtenbrink (The Brave) synchronisiert.

## Filmografie (Auswahl)
- 2014: Dead Celebrity (Kurzfilm)
- 2014: Gaming (Kurzfilm)
- 2014: CSI: Vegas (CSI: Crime Scene Investigation, Fernsehserie, Episode 14x22)
- 2014: Pretty Little Liars (Fernsehserie, Episode 5x13)
- 2014: Opal (Kurzfilm)
- 2015: Marvel’s Agent Carter (Fernsehserie, Episode 1x05)
- 2015: Nicky, Ricky, Dicky & Dawn (Fernsehserie, Episode 1x17)
- 2015: Foreseeable (Fernsehfilm)
- 2015: We Are Your Friends
- 2015: Big Sky
- 2016: Recovery Road (Fernsehserie, Episode 1x07)
- 2016: Secret Summer (Fernsehfilm)
- 2016: The Garden Party (Kurzfilm)
- 2016: The Sound of Fear (Kurzfilm)
- 2016: The Golden Year (Kurzfilm)
- 2017: Das Spiel (Gerald’s Game)
- 2018: The Brave (Fernsehserie, Episoden 1x12–1x13)
- 2018: Back Roads
- 2021: Tell Me Your Secrets (Fernsehserie, 8 Episoden)
- 2021: Fear Street – Teil 2: 1978 (Fear Street Part Two: 1978)
- 2021: Cruel Summer (Fernsehserie, 10 Episoden)
- 2022: Ich. Bin. So. Glücklich. (Luckiest Girl Alive)
- 2024: Hysteria! (Fernsehserie, 8 Folgen)

## Auszeichnungen und Nominierungen (Auswahl)
Critics’ Choice Television Award
- 2022: Nominierung in der Kategorie Beste Hauptdarstellerin in einer Dramaserie für Cruel Summer[7]